# 布伦丹·沙纳汉
布伦丹·沙纳汉（英語：Brendan Shanahan，1969年1月23日—），加拿大男子冰球运动员。他曾代表加拿大国家队参加1998年和2002年冬季奥林匹克运动会冰球比赛，其中2002年冬季奥运会获得一枚金牌。